# Ella Fitzgerald Sings the Jerome Kern Songbook
Ella Fitzgerald Sings the Jerome Kern Songbook è il ventottesimo album della cantante jazz Ella Fitzgerald, pubblicato dalla Verve Records nel 1963.
L'album vede la cantante interpretare brani di Jerome Kern accompagnata dall'orchestra diretta da Nelson Riddle.

## Tracce
Lato A
1. Let's Begin (Otto Harbach) – 2:56
2. A Fine Romance (Dorothy Fields) – 3:36
3. All the Things You Are (Oscar Hammerstein II) – 3:15
4. I'll Be Hard to Handle (Bernard Dougall) – 3:47
5. You Couldn't Be Cuter (Fields) – 3:13
6. She Didn't Say Yes (Harbach) – 3:20

Lato B
1. I'm Old Fashioned (Johnny Mercer) – 3:27
2. Remind Me (Fields) – 3:50
3. The Way You Look Tonight (Fields) – 4:28
4. Yesterdays (Harbach) – 2:51
5. Can't Help Lovin' Dat Man (Hammerstein) – 3:54
6. Why Was I Born? (Hammerstein) – 3:44